# Шупосі (Сятракасинське сільське поселення)
Шупо́сі (рос. Шупоси, чув. Шупуç) — присілок у Чувашії Російської Федерації, у складі Сятракасинського сільського поселення Моргауського району.
Населення — 218 осіб (2010; 241 в 2002, 185 в 1979; 290 в 1939, 211 в 1926, 181 в 1906, 180 в 1858). Національний склад — чуваші, росіяни.

## Історія
Історична назва — Шупось. Утворився як виселок села Преображенське (Чуваська Сорма). До 1866 року селяни мали статус державних, займались землеробством, тваринництвом. 1930 року створено колгосп «Ударник». До 1926 року присілок перебував у складі Чувасько-Сорминської волостей Ядрінського, а до 1927 року — у складі Акрамовської волості Чебоксарського повіту. 1927 року присілок переданий до складу Татаркасинського, 1935 року — до складу Ішлейського, 1944 року — до складу Моргауського, 1959 року — до складу Сундирського, 1962 року — до складу Чебоксарського, 1964 року — повернутий до складу Моргауського району.

## Господарство
У присілку діють школа та дитячий садок, стадіон, магазин.